# Nkouraniya Sima
Nkourani Sima (în arabă)نكوراني يا سيما, este un oraș în Comore, în  insula autonomă,Ngazidja. În 2012 avea o populație de 5093, iar la recensământul din 1991 avea 3355 locuitori.